# Aretas II
Aretas II was ca. 120/110 - 96 v.Chr. koning van de Nabateeërs.
In zijn tijd werden de betrekkingen met het Joodse Hasmonese koninkrijk verbroken doordat de Hasmonese koning Alexander Janneüs ten koste van de Nabateeërs probeerde zijn gebied uit te breiden. Aretas verloor onder meer zijn belangrijkste haven Gaza aan zijn joodse buren (100 v.Chr.).
De oudst bekende Nabateese munten (gevonden te Gaza en Petra) komen uit de regeerperiode van Aretas II. Aretas werd opgevolgd door Obodas I